# Katharina Bach (Künstlerin)

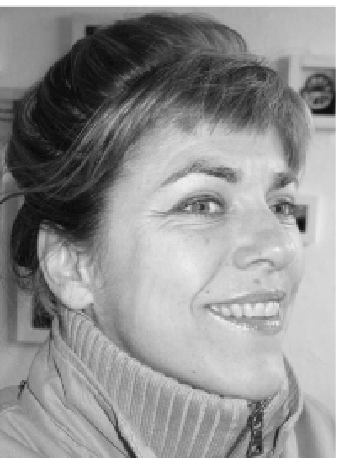
Katharina Bach im März 2007

Katharina Bach (* 8. Juni 1959 in Berlin) ist eine deutsche Malerin, Grafikerin und Bildhauerin.

## Leben
Katharina Bach ist das zweite Kind von Helmut und Traute Bach, geborene Schendel. Sie wurde getauft auf den Namen Anne Katharina Bach.
Nach dem Abitur im Jahre 1978 studierte sie bis 1985 an der Hochschule der Künste Berlin. Dort beschäftigte sie sich mit Naturstudien, Stillleben und Untersuchungen der malerischen Darstellungsmöglichkeiten von Materialien und begann sich später für menschliche Bewegung zu interessieren. 1985 wurde sie Meisterschüler. Nachfolgend schuf sie zahlreiche Studien zu Bewegungsabläufen, unterstützt durch das Studium der Bewegungsphotographien von Eadweard Muybridge. Nachdem sich Katharina Bach mehrere Jahre mit der menschlichen Bewegung beschäftigt hatte, erweiterte sie ihr Interesse an der Figurenbewegung und wandte sich generell dem Prinzip von Bewegung zu.
2005 folgte die Gründung der Gruppe Fluss und 2006 die Gründung des Vereins META.

## Werk

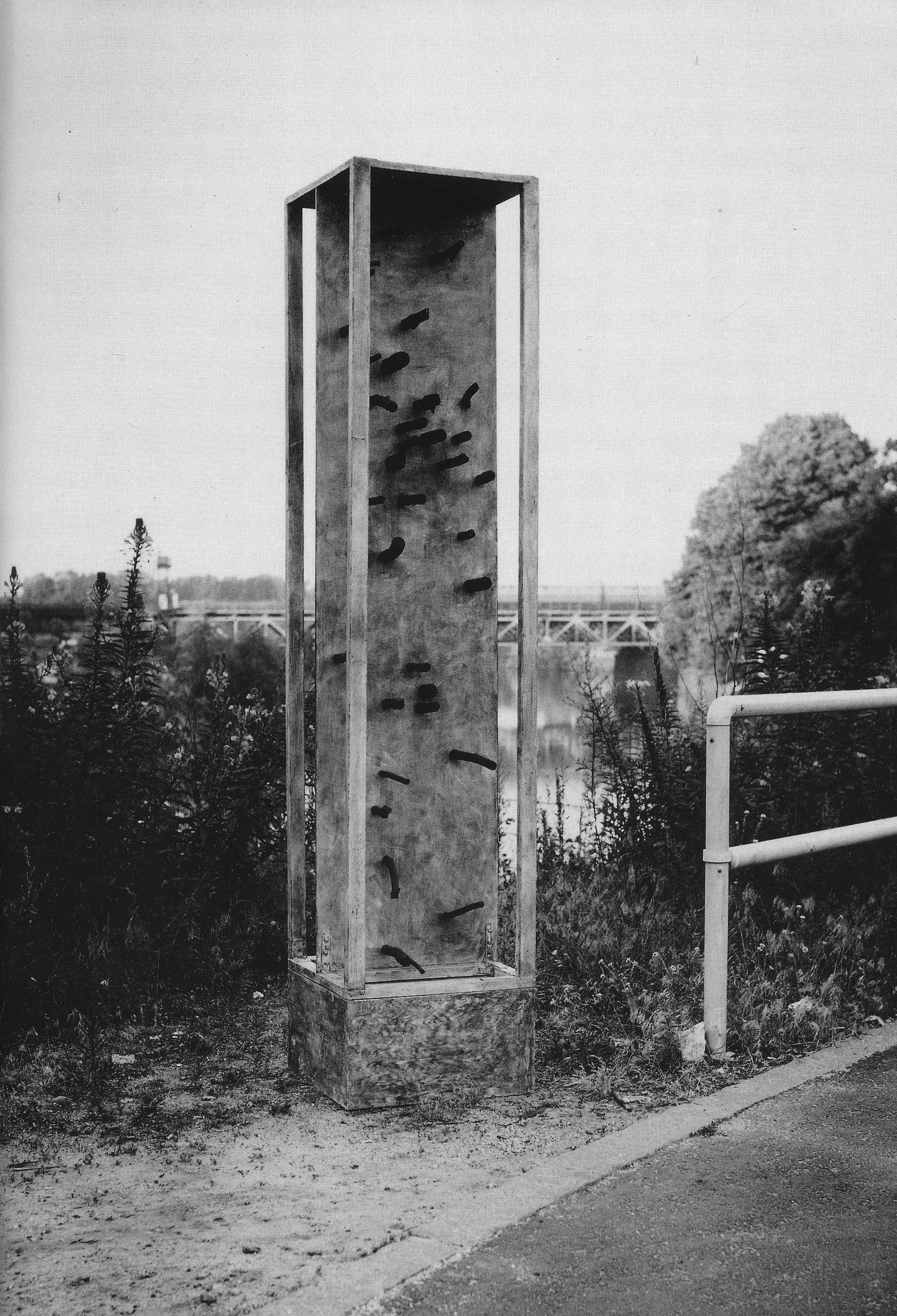
Berlin ehemaliger Grenz-Übergang Chausseestrasse 1993. Kunstwerk Von den 7 Türmen von Katharina Bach.

Ihr Gesamtwerk umfasst etwa 4000 Gemälde, Zeichnungen, Grafiken, Plastiken und Keramiken. Katharina Bachs Werk ist geprägt durch eine Vielfalt künstlerischer Ausdrucksformen.
Der Fall der Berliner Mauer inspirierte Bach zu Installationen, die an den ehemaligen innerstädtischen Berliner Grenzübergängen positioniert wurden. Katharina Bach schreibt dazu 1993: Die Grenzübergänge zwischen dem Westen und dem Osten Berlins haben Spuren hinterlassen. Besonders im Gedächtnis derer, die davor gelebt haben – oder dahinter. Für die Bewohner von Berlin waren es nicht einfach Grenzübergänge, es waren kontrollierte Betonschneisen: Ein- oder Ausgänge in eine andere Welt. Heute (1993) handelt es sich um freigebliebene Orte. Sie signalisieren absurde Leere im innerstädtischen Bereich. Ehemaliges Niemandsland, durch das man sich irgendwie achtlos bewegt. Die sieben Türme dieses Projekts beziehen sich auf sieben der früheren Grenzübergänge zwischen Ost- und West-Berlin. In jedem der einzelnen Turm-Plastiken finden sich in abstrahierter Form Zeichen für typische Merkmale der jeweiligen Übergangsstelle.
Katharina Bach verwendet neben den klassischen Werkstoffen wie Ölfarbe, Tempera und Leinwand im Besonderen bei ihren dreidimensionalen Werken die Materialien Telefonbuchpapier, mit Säure behandelte Metalle, polierte oder Säure-geätzte Drahtbügel, Kfz-Kennzeichen der ehemaligen Sowjetarmee, Zahnbürsten, Kirschkerne, Knäckebrot, Holz, Gummi und Plastikrohre.

## Preise, Stipendien, Auszeichnungen
- 1989–91 Atelierstipendium der Karl Hofer Gesellschaft, Berlin
- 1991 Stipendium in Stockholm, Schweden
- 1996 Arbeitsstipendium der Senatsverwaltung für Wissenschaft, Berlin
- 1998 Stipendium der Akademie der Künste Villa Serpentara Olevano Romano, Italien
- 2002 Tempelhof-Schöneberger Kunstpreis, Berlin

## Einzelausstellungen
- 1986 Phasen, Kunstamt Tempelhof, Berlin
- 1988 Zwischenräume, Kunstbüro Berlin
- 1990 Körper Farbraum, Zeichen, Amt für Kunst, Berlin, Zehlendorf, Zehlendorf
- 1992 Vital Signs, Gleditsch 45, Berlin
- 1993 Stille und Störung studio bildende kunst, Berlin Treptow Schatten, mit B. Rudolph Galerie C.Weber Berlin, Gefährliche Gegend, Installation in der Vitrine der Berliner Festspiele, U-Bahnhof Wittenbergplatz
- 1994 Objets retrouvés, Galerie Weißer Elefant, Berlin
- 1995 Zeitschichten, Kunstamt Tempelhof, Tempelhof Berlin Dekade, Gleditsch 45, Berlin
- 1996 Sachen – Spiel, Neue Galerie Kunstverein Erlangen, Erlangen Peintures – Objets, Galerie Karina Piluso Aix-en-Provence, Frankreich Zeitschichten, Galerie Feiter und Drees, Hannover
- 1998 Alltagsmelodie, Kunstverein, Bad Säckingen, mit E. Baumert
- 2000 Vor und nach Zone F Berlin Histoires sans Paroles Galerie Art‘Mosphère, Vence Frankreich
- 2001 Geschichten ohne Worte, Galerie Drees, Hannover
- 2004 Ikonen des Alltags, Kunstverein Genthiner 11, Berlin Alltägliche Wunder, Galerie Am Alten Garten, Siegen Alles sichtbar, Max-Planck-Institut in der Charité, Berlin
- 2007 Zusammenspiel, Galerie Laik, Koblenz Zusammenspiel: ruhende Landschaften und Florales Galerie am Alten Garten, Siegen